# Почвообразование

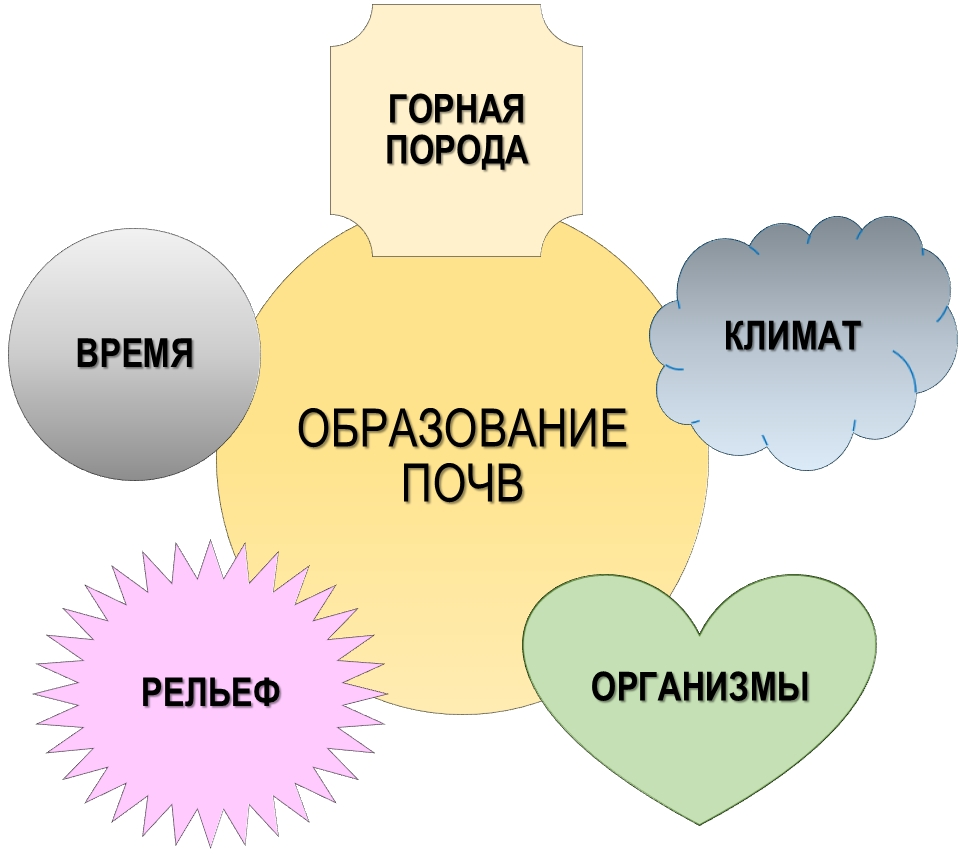
Пять факторов почвообразования установленные В. В. Докучаевым.

Почвообразование (почвообразовательный процесс или педогенез) — природный биофизико-химический процесс образования почвы из поверхностных слоёв горных пород под совокупным воздействием факторов почвообразования (климат, рельеф, горные породы, организмы и время), установленных В. В. Докучаевым в 1883 году. В агрономическом почвоведении большое значение также имеют антропогенные факторы, оказывающие всё большее воздействие на почвообразование.

## История
В. В. Докучаев в монографии «Русский чернозём» (1883) впервые рассматривал почву как самостоятельное природное тело, формирующееся под воздействием факторов почвообразования: «совокупностью причин (грунт, климат, рельеф, возраст и растительность)». В одной из последних работ В. В. Докучаев подытоживает разработанное им определение того, что почва «есть функция (результат) от материнской породы (грунта), климата и организмов, помноженная на время».
В агрономии встречается концепция, что любая субстратная система, обеспечивающая рост и развитие растений «от семени до семени», есть почва. Идея эта дискуссионная, поскольку отрицает докучаевский принцип историчности, подразумевающий определённую зрелость почв и разделение профиля на генетические горизонты, но полезна в познании общей концепции развития почв.
Зачаточное состояние профиля почв до появления первых признаков горизонтов можно определять термином «инициальные почвы». Соответственно выделяется «инициальная стадия почвообразования» — от почвы «по Вески» до того времени, когда появится заметная дифференциация профиля на горизонты, и можно будет прогнозировать классификационный статус почвы. За термином «молодые почвы» предложено закрепить стадию «молодого почвообразования» — от появления первых признаков горизонтов до того времени, когда генетический (точнее, морфолого-аналитический) облик будет достаточно выраженным для диагностики и классификации с общих позиций почвоведения.
Генетические характеристики можно давать и до достижения зрелости профиля, с понятной долей прогностического риска, например, — «инициальные дерновые почвы»; «молодые проподзолистые почвы», «молодые карбонатные почвы». При таком подходе номенклатурные трудности разрешаются естественно, на базе общих принципов почвенно-экологического прогнозирования в соответствии с формулой Докучаева-Йенни (представление почвы как функции факторов почвообразования:
S = f(cl, o, r, p, t …)).

## Антропогенное почвообразование
В научной литературе для земель после горных работ и других нарушений почвенного покрова закрепилось обобщённое название «техногенные ландшафты», а изучение почвообразования в этих ландшафтах оформилось в «рекультивационное почвоведение». Был предложен также термин «технозёмы», по сути представляющий попытку объединить Докучаевскую традицию «-зёмов» с техногенными ландшафтами.
Отмечается, что логичнее применять термин «технозём» к тем почвам, которые специально создаются в процессе технологии горных работ путём разравнивания поверхности и насыпания специально снятых гумусовых горизонтов или потенциально плодородных грунтов (лёсса). Использование этого термина для генетического почвоведения вряд ли оправданно, так как итоговым, климаксным продуктом почвообразования будет не новый «-зём», а зональная почва, например, дерново-подзолистая, или дерново-глеевая.
Для техногенно-нарушенных почв предлагалось использовать термины «инициальные почвы» (от «нуль — момента» до появления горизонтов) и «молодые почвы» (от появления до оформления диагностических признаков зрелых почв), указывающие на главную особенность таких почвенных образований — временные этапы их эволюции из недифференцированных пород в зональные почвы.